# Frente Patriótico Manuel Rodríguez
El Frente Patriótico Manuel Rodríguez (FPMR) fue una organización guerrillera chilena de ideología política marxista-leninista y de orientación patriótica y revolucionaria. Fundado oficialmente el 14 de diciembre de 1983, el FPMR tuvo por objetivo el derrocamiento de la dictadura militar del dictador Augusto Pinochet por medio de acciones armadas.
Esta organización —que usó el nombre del héroe homónimo de la independencia, considerado el primer guerrillero en la historia del país— fue inicialmente el aparato militar del Partido Comunista de Chile, en la denominada «Política de Rebelión Popular de Masas», donde el Partido Comunista y el FPMR adoptaron todas las formas de lucha contra la dictadura militar, incluyendo la vía armada, donde el FPMR actuó principalmente en forma de «guerrilla urbana».
El FPMR/Autónomo (post 1987) fue considerado como una organización terrorista por el Departamento de Estado de los Estados Unidos de América hasta 1999, año en que fue eliminado de su lista debido al cese de sus actividades armadas. En la Base de Datos Global sobre Terrorismo de la Universidad de Maryland, figuran ambas variaciones del Frente Patriótico Manuel Rodríguez como agrupaciones terroristas responsables de 830 incidentes, principalmente con explosivos.

## Historia

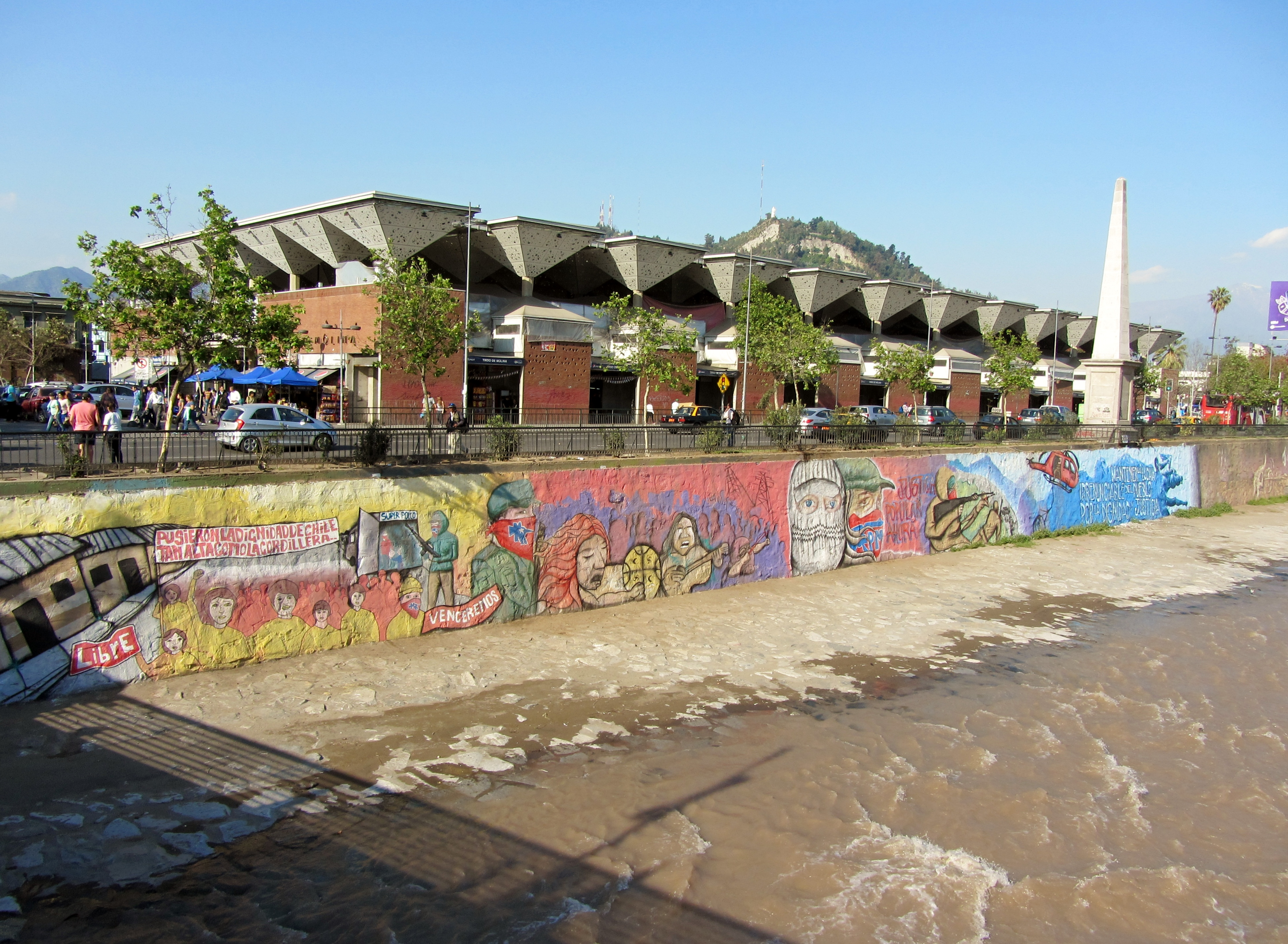
Murales en homenaje al FPMR, ribera norte del río Mapocho.

Tras el golpe de Estado encabezado por el general Augusto Pinochet contra el presidente socialista Salvador Allende el 11 de septiembre de 1973, el Partido Comunista de Chile (PCCh) entró en un proceso de crítica interna por la carencia de una política militar eficaz, lo que llevó a una revisión de su acción política en la nueva etapa que se abrió con la instauración de la dictadura militar.
El PCCh —contando con apoyo logístico y económico de Cuba, la Unión Soviética, Bulgaria y Alemania Oriental— [cita requerida]concluyó que la vía armada era una opción legítima para acabar con la dictadura, y en 1974 surgió la idea de crear el FPMR, que se convertiría en su brazo armado. Sin embargo, pasaría casi un decenio antes de que este comenzara a actuar.
En septiembre de 1980, el secretario general del PCCh Luis Corvalán declaró desde su exilio en la URSS que «la rebelión popular contra la tiranía de Pinochet es legítima» y se daba el inicio formal de la Política de Rebelión Popular de Masas que dio origen al FPMR. Guillermo Teillier —quien en 2002 reemplazaría a Gladys Marín en la secretaría general de PCCh y en 2005, a la muerte de esta, en la presidencia— fue designado jefe de la comisión militar y era el que supervisaba las acciones del FPMR.
Tras un largo período de instrucción guerrillera y política en Cuba y otros países de América Central, el FPMR comenzó sus actividades el 14 de diciembre de 1983 en una reunión celebrada en una casa de la calle Pedro Donoso en Recoleta, en la que se organizó el apagón que afectó a la zona central de Chile ese mismo día a partir de las 22:30; en dicha ocasión fueron dinamitadas 12 torres de alta tensión. En 1984 el grupo anunció su primer boletín informativo homónimo, principal órgano de difusión donde el grupo publicaba sus comunicados y otras notas relacionadas con la lucha armada e ideológica. No fue hasta 1987 cuando es publicado Pensamiento Rodriguista, otro órgano de difusión de la guerrilla.
Con el fin de lograr la caída del régimen de Pinochet, el Frente introdujo modalidades de guerrilla sistemática desconocidas en la historia chilena y tácticas como los secuestros y los ataques con explosivos, así como apoyar a varias causas sociales en turno participando en huelgas y paros. Contaba con una rígida estructura compuesta por colaboradores, asesores, militantes, jefes de destacamento, jefes zonales y comandantes, destacando en ese periodo el "Comandante Yuri" dentro de las facciones más duras del movimiento, entrenados en Cuba y Rusia, también conocido como el "cabezón Jorge, por su verdadero nombre, Jorge Díaz C, la mayoría de ellos cuadros selectos de las Juventudes Comunistas de Chile e hijos de militantes de izquierda en el exilio. El grupo también se solidarizó con las organizaciones de izquierda en Argentina y criticó de manera enérgica al Proceso de Reorganización Nacional, haciéndolo responsable de la represión sufrida a estos sectores. De entre estos surgió Raúl Pellegrin quien, formado militarmente en Cuba y con práctica en la guerrilla de Nicaragua, entró clandestinamente al país a mediados de 1983 para convertirse en el principal cerebro político y militar de la organización adoptando el nombre de guerra de comandante José Miguel.

## Acciones
La primera acción de incidencia nacional del FPMR fue el secuestro del periodista y subdirector del diario La Nación, Sebastiano Bertolone Galletti, en diciembre de 1984.
En el mismo año, miembros del FPMR secuestran a Gonzalo Cruzat (11 años)

### 1986: Elaño decisivo

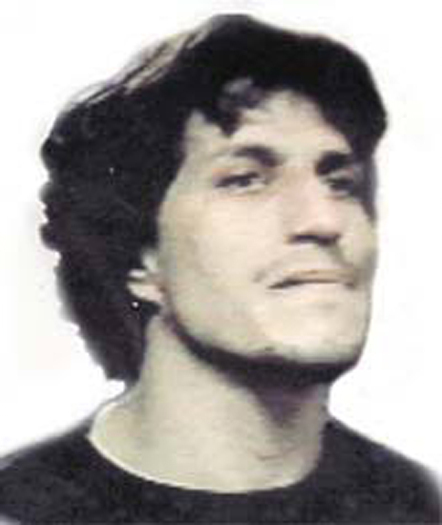
Foto sin fecha del guerrillero Pablo Muñoz Hoffman

El FPMR actuó como entidad autónoma del comunismo chileno, mientras que el partido seguía luchando políticamente contra Pinochet. Esta autonomía le permitió conseguir financiamiento propio y vínculos directos con Cuba. Según algunos, en 1986, el año en que alcanzó su mayor equipamiento y que el Frente consideraba decisivo en la lucha contra la dictadura chilena, llegó a tener cuatro mil miembros y simpatizantes, frente a los mil o dos mil que tenía tres años antes. Sin embargo, según fuentes estadounidenses el FPMR nunca habría tenido más de cincuenta o cien combatientes armados; otras dan cifras diez veces mayores.

#### Carrizal Bajo
En mayo de 1986, el FPMR llevó a cabo la operación de internación de armas de Carrizal Bajo durante la que hombres de las Tropas Especiales Cubanas entregaron en alta mar la primera de tres partidas enviadas por el régimen de Fidel Castro. En la nortina caleta de Carrizal Bajo, almacenaron 80 toneladas de armamento cuyo valor era de unos 30 millones de dólares.
A pesar de la gran cantidad de material ingresado, una cadena de errores cometidos por los frentistas permitieron que las fuerzas de seguridad de Pinochet descubrieran a comienzos de agosto de ese año el 90 por ciento de las armas desembarcadas.

#### OperaciónsigloXX
La acción decisiva de 1986, que decidiría el triunfo o el fracaso del FPMR en su lucha armada, comenzó a planificarse desde fines de 1984. 
La llamada Operación Siglo XX, que tenía como objetivo acabar con el dictador Augusto Pinochet, se realizó el 7 de septiembre de 1986 las armas internadas por Carrizal Bajo que alcanzaron a distribuirse antes de que la Central Nacional de Informaciones (CNI) descubriera el grueso de la partida enviada por los cubanos. Ese día, y mientras Pinochet se dirigía desde su residencia de descanso en el pueblo de El Melocotón hacia Santiago, el Frente atacó su auto, comitiva y escoltas. La operación estuvo al mando de José Joaquín Valenzuela Levi, el comandante Ernesto (Bernardo para la operación) y Cecilia Magni, la comandante Tamara, quienes se dividieron en dos funciones: Bernardo en el área de combate y Tamara en la logística, abastecimiento y planificación.[cita requerida]
La comitiva - encabezada por dos motoristas de Carabineros de Chile, estaba compuesta por cinco vehículos de seguridad: el primero, un radio patrulla Chevrolet Opala Sin Blindaje de Carabineros, el segundo un Mercedes-Benz blindado, el tercero un vehículo de la CNI, un cuarto vehículo de alternativa Mercedes-Benz blindado y un quinto vehículo, una camioneta Ford con comandos del ejército de Chile que cerraba la comitiva — fue atacada por una veintena de frentistas armados con fusiles M16 y lanzacohetes M72 LAW. Sin embargo, Pinochet (que viajaba en uno de los automóviles blindados) sobrevivió casi ileso al atentado, producto de fallas operativas y de planificación de los frentistas y gracias a la pericia del chofer presidencial, quien logró escapar con mucha rapidez. Uno de los frentistas que disparó contra Pinochet fue Víctor Díaz Caro, hijo del militante comunista desaparecido desde hacía 1977. Díaz Caro sería después arrestado y torturado. En algunos panfletos se hizo un llamado a que se abogara por salvar la vida de Díaz Caro para que no tuviera el mismo destino que su padre. Díaz Caro se fugaría de prisión tiempo después.
En el ataque murieron cinco escoltas presidenciales, mientras que Pinochet sufrió solo heridas leves en una de sus manos. 
Las investigaciones posteriores a la operación frentista demostraron que el dictador sobrevivió gracias a que el cohete rebotó en el techo del automóvil y no impactó de lleno en la carrocería. Revelaron también serios errores cometidos por la CNI, que facilitaron la huida de los guerrilleros. Además, el fiscal militar Fernando Torres Silva, a pesar de los interrogatorios bajo tortura a los que fueron sometidos los pocos detenidos, no pudo establecer quién fue realmente el comandante del atentado y se lo atribuyó a César Bunster —hijo del abogado Álvaro Bunster, embajador en el Reino Unido durante el gobierno de Salvador Allende—, frentista que facilitó su identidad para el arriendo de los inmuebles y automóviles de la operación.
Actualmente no hay detenidos por el atentado, ya que algunos de los que fueron encarcelados se escaparon en la fuga masiva de la cárcel pública de 1990 y otros fueron indultados por el presidente Patricio Aylwin en 1994.

### Separación del Partido Comunista y división del FPMR
El fracaso de la internación de armas de Carrizal Bajo y de la Operación siglo XX fue el detonante del distanciamiento del Frente con el PCCh, organizaciones que tenían ya diferencias estratégicas: en 1987 este último, "con Pinochet aún en el poder y tras comprobarse que el año anterior no había sido “el decisivo” para el fin de la dictadura", cambió su línea apostando por una salida política y no armada, por lo que la rebelión popular fue desechada y "el FPMR pasó a ser un instrumento menor del partido y los “comandantes” históricos que no fueron asesinados se escondieron para seguir funcionando autónomamente". Luis Corvalán recordaría más tarde: 

"Yo no diría que el Frente fracasó. Ayudó a la desestabilización del régimen. Yo me reuní sólo una vez con Pellegrin, al final, cuando estaba a punto de producirse la escisión. Estaba Gladys y Teillier. Tratamos de convencerlo de que no siguieran el camino propio. No tuvimos éxito".
Luis Corvalán

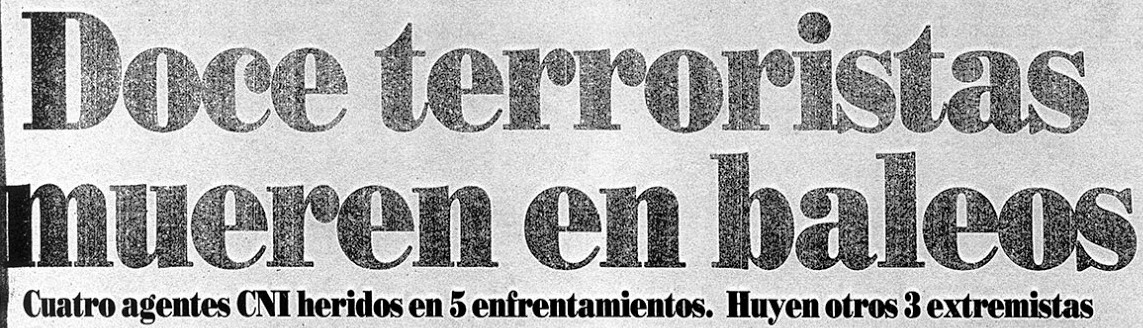
Periódico la Tercera reseñanodo la Operación Albania.

Además, el poder logístico de los rodriguistas resultó mermado por la represión que siguió al atentado contra Pinochet, en la cual perdieron la vida importantes miembros de FPMR y en la que destacó la Operación Albania, conocida también como Matanza de Corpus Christi. En esta acción vengativa de la dictadura militar, realizada el 15 de junio de 1987 por más de 50 agentes de la CNI, 12 frentistas fueron asesinados en varios operativos que el gobierno presentó como "enfrentamientos", pero que, como quedó demostrado por la justicia, no fueron tales.

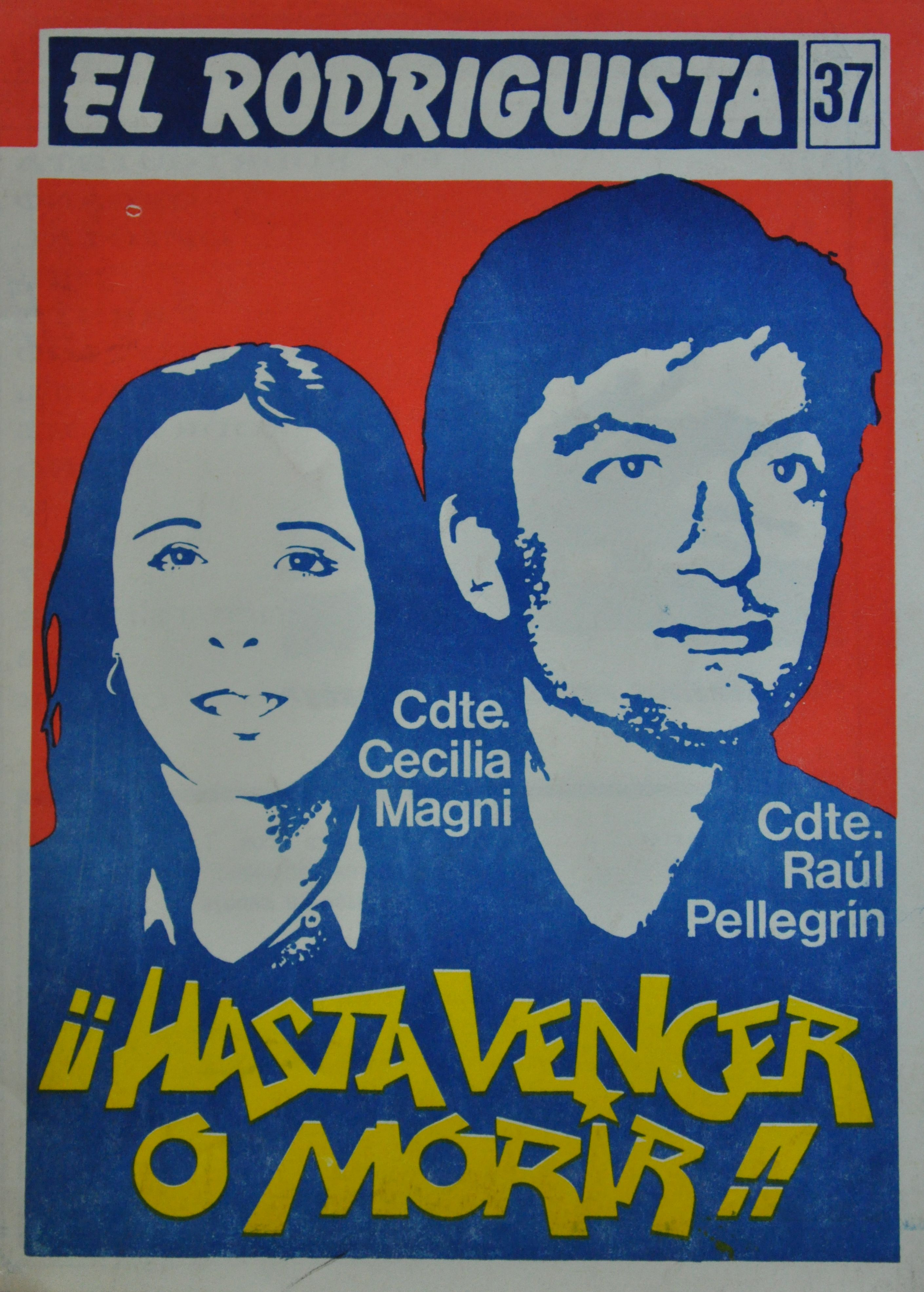
Pellegrin y Magni, portada de El Rodriguista, en noviembre de 1988, al mes siguiente de la muerte de ambos comandantes.

Para Pellegrin, las soluciones que se estaban adoptando implicaban que "el Partido hace abandono del trabajo militar"; la ruptura queda sellada con la creación del FPMR/Autónomo al que se adhieren otros comandantes preparados en Cuba, como Vasili Carrillo y Galvarino Apablaza. El FPMR sufrió una división interna causada por un llamado del PCCh a disolver la organización paramilitar, en el que ordenaba a sus integrantes abandonar la lucha armada para reorganizarse en un grupo no violento. Como resultado, parte de los frentistas depuso las armas y se transformó en el Movimiento Patriótico Manuel Rodríguez bajo la dirección del PC, grupo que posteriormente también se desvinculó de este partido.
En septiembre de ese año los frentistas autónomos realizaron varias operaciones contra altos personeros de la dictadura, como el secuestro de Carlos Carreño, coronel de las FAMAE, o el fallido atentado contra el fiscal Torres, en mayo de 1988.[cita requerida]
Lanzaron asimismo la llamada Guerra Patriótica Nacional, con la que querían lograr la sublevación de las masas de en contra del régimen de Pinochet. En ella precisamente perdió la vida el líder del grupo, Raúl Pellegrin: tras la toma, a fines de octubre de 1988, del poblado de Los Queñes, en la séptima Región, los frentistas se repliegan y algunos son detenidos; se presume que Pellegrin, junto Cecilia Magni, fueron capturados por Carabineros el día 27 y sus cuerpos aparecieron el 30 en el río Tinguiririca. El FPMR/Autónomo concluyó que este duro revés había sido producto de una traición por parte de Luis Eduardo Arriagada Toro (alias Bigote), quien fue posteriormente ejecutado por el mismo Frente.

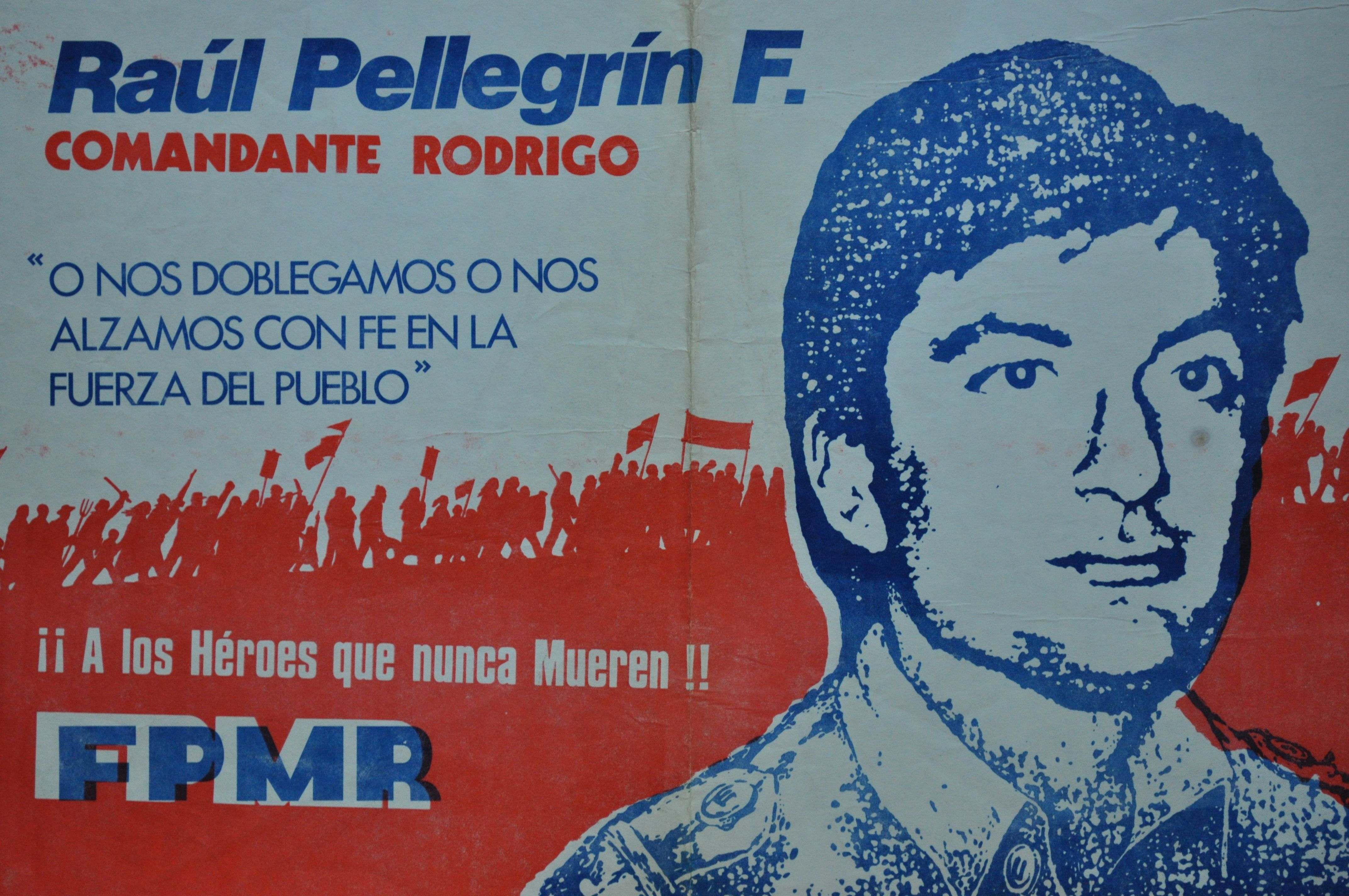
Afiche adjunto en revista clandestina durante la dictadura militar.

El mando del Frente lo asumió Galvarino Apablaza, el comandante Salvador, secundado por Enrique Villanueva (comandante Eduardo) y Roberto Nordenflycht; a la muerte de este último, Mauricio Hernández (Ramiro), ocupa su lugar. En 1989, antes de las elecciones presidenciales de ese año, Sergio Buschmann declaraba en España que el FPMR seguiría en las armas ya que el probable candidato Patricio Aylwin era "uno de los responsables del golpe militar chileno".

### Retorno a la democracia
Con la llegada de la democracia a Chile en marzo de 1990, el Frente redujo notablemente la intensidad de sus acciones. Sin embargo, durante los primeros años de la presidencia de Patricio Aylwin continuó ejecutando algunas acciones de gran relevancia, entre las que estuvo el asesinato del senador Jaime Guzmán Errázuriz el 1 de abril de 1991. Según Mauricio Hernández, comandante Ramiro, después de ese crimen las ayudas económicas del exterior se interrumpieron, lo que los llevó a secuestrar al hijo del propietario de El Mercurio Agustín Edwards el 9 de septiembre de 1991. José Miguel Insulza asegura que "cuando volvió la democracia a Chile, hubo una declaración de Cuba en el sentido de que no se seguiría apoyando al Frente."
Después del asesinato de Guzmán, el gobierno organizó una unidad de inteligencia —llamada informalmente «La Oficina»— para combatir grupos subversivos, la que en 1992 logró detener a los involucrados en el secuestro de Edwards con ayuda de exfrentistas como Agdalín Valenzuela. Golpeado, el Frente no ejecutó acciones durante varios años, pero asesinó a Valenzuela en octubre de 1995.

### Operación Vuelo de Justicia
El 30 de diciembre de 1996, los frentistas Ricardo Palma Salamanca, Pablo Muñoz Hoffmann, Mauricio Hernández y Patricio Ortiz Montenegro, se fugaron desde la Cárcel de Alta Seguridad de Santiago, usando un helicóptero. Ellos estaban condenados por varios delitos, algunos de ellos ocurridos en democracia. Esta acción fue llamada Operación Vuelo de Justicia.
Según palabras del FPMR: "La operación se había comenzado a preparar un año atrás luego de ser gestada y decidida por la Dirección Nacional del Frente Patriótico Manuel Rodríguez con el único objetivo de liberar a sus prisioneros políticos, entre ellos a 'Ramiro', segundo jefe de la organización, detenido tres años antes".
Existe una similitud entre la operación del FPMR y otra operación que fue llevada a cabo por Provisional Irish Republican Army (IRA),  el escape en helicóptero de la prisión Mountjoy en 1973, donde tres miembros militantes lograron un escape al ser extraídos del patio de la prisión Mountjoy.
Frances Mary Shannony Christina (Tina) Shannon fueron dos hermanas Irlandesas militantes del IRA que se involucraron con el frente, llegando a Chile en noviembre del mismo año y haciéndose pasar por turistas antes de irse del país por separado el día que la operación tomó lugar. Su implicación con el frente fue debatida por el embajador Art Agnew, pero las autoridades Chilenas confirmaron la participación de las hermanas a través de testigos, y el registro de llamada de una de las hermanas al padre de uno de los miembros del frente.
El helicóptero que se utilizó en la operación fue un Bell Ranger; que a las 15:45 horas se aproximó al sector sur del penal de Alta Seguridad de Santiago disparando a las pasarelas de vigilancia de gendarmería. Al no encontrar gran resistencia por parte de los gendarmes desde el helicóptero se lanzó la señal, que era un "balde amarillo". Luego de eso lanzaron el canasto para que los frentistas pudieran ingresar. Luego del impresionante rescate el helicóptero se dirigió al Parque Brasil para finalizar la operación, luego que la aeronave se aproximara a tierra, la mayoría de los frentistas se subieron a un vehículo que los estaba esperando.

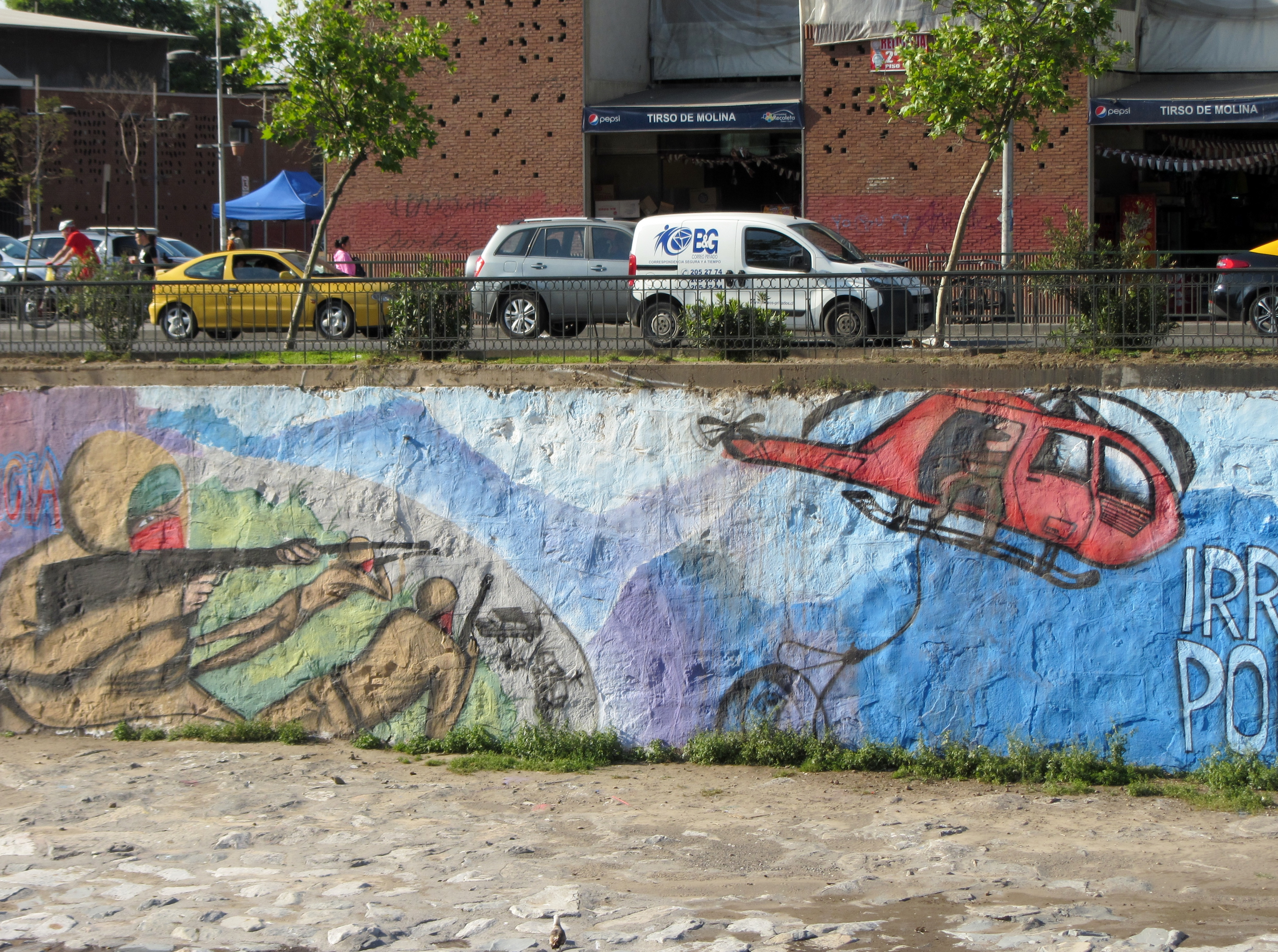
Mural sobre la Operación Vuelo de Justicia.

En 1999 el Departamento de Estado estadounidense eliminó al FPMR/Autónomo de su lista de organizaciones terroristas debido al cese de sus actividades.

### Reorganización y I Congreso del FPMR
Diversos integrantes del Frente que abandonaron la lucha armada gestaron su reorganización durante un período de varios años denominado Proceso de Discusión Interna (PDI), que desembocó en el Primer Congreso, celebrado en 2003. Sus lineamientos dieron vida a una actividad pública de FPMR, cuyos voceros se entrevistaron con diversos medios de comunicación chilenos, como el periódico La Nación y la revista Punto Final; uno de ellos incluso participó como panelista en el programa televisivo de discusión política y actualidad El Termómetro. Aunque los frentistas aseguraron rechazar la vía electoral, descartar el uso de los instrumentos institucionales y no desear insertarse en el sistema político, no hubo acciones militares o subversivas.

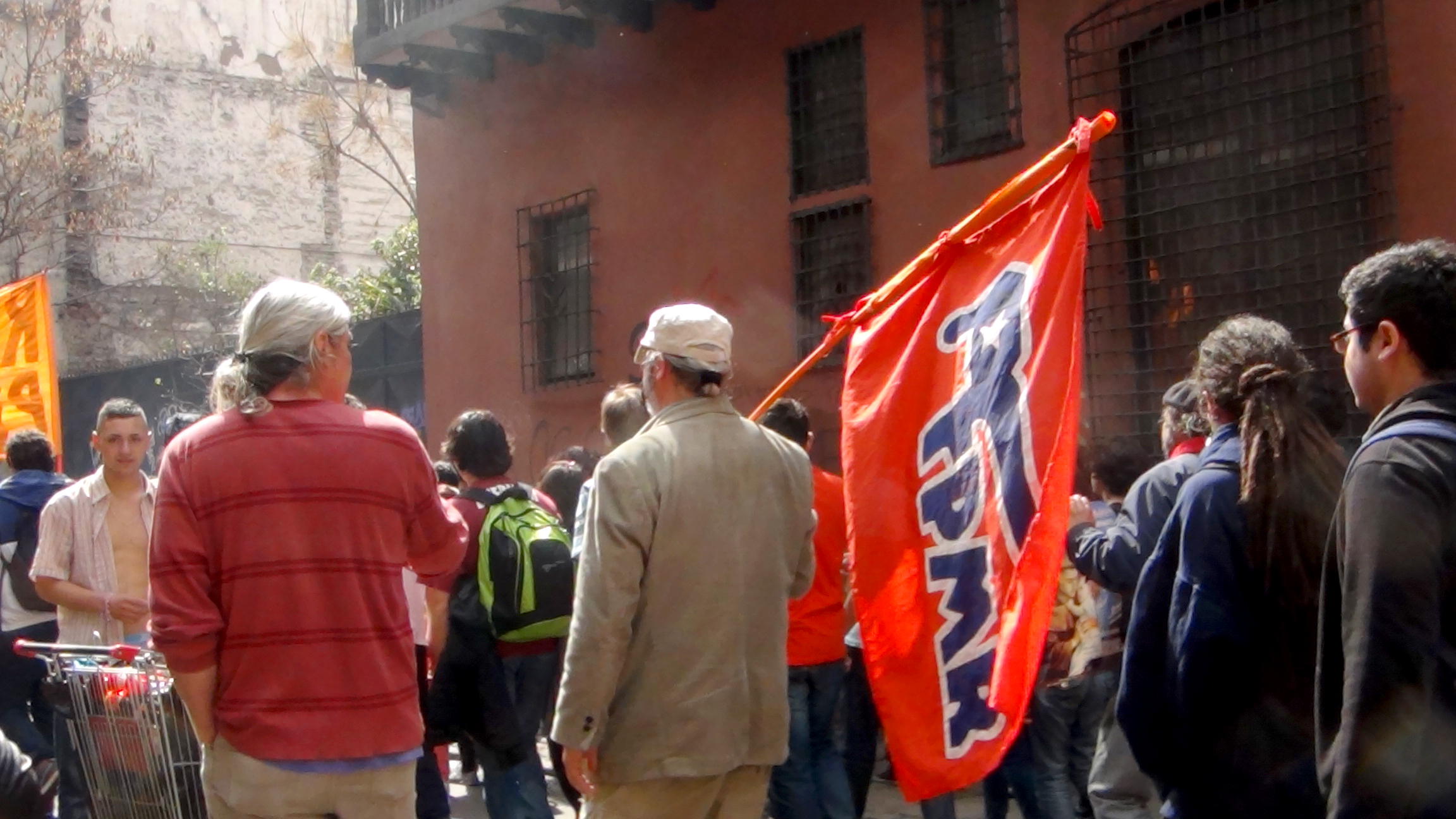
Exfrentista con una bandera del FPMR en una marcha, 2013.

El 27 de octubre de 2006 el FPMR organizó en Santiago de Chile el encuentro internacional Proyecciones de la Lucha Revolucionaria en América Latina y causó polémica debido a la participación de grupos terroristas. Diversos partidos políticos del país instaron al gobierno de Michelle Bachelet a no autorizar la reunión, pero no lograron impedirla. Entre las organizaciones que se dieron cita en aquella oportunidad estaban el Movimiento Revolucionario Túpac Amaru, las Fuerzas Armadas Revolucionarias de Colombia, el Ejército de Liberación Nacional de ese país, la Coordinadora Indígena Boliviana Pachakuti, el Movimiento Patriótico Revolucionario Quebracho, Fogoneros y el Partido Libre de Uruguay, Utopía Revolucionaria de Venezuela, el Ejército del Pueblo de Colombia, el Partido Comunista Marxista Leninista del Ecuador y diversos grupos sudamericanos de reivindicación indigenista.

### Captura de Mauricio Hernández Norambuena "Comandante Ramiro"
En febrero del año 2002 Mauricio Hernández Norambuena fue detenido en Sao Paulo, Brasil, por la acusación de haber participado en el secuestro del empresario Washington Olivetto. El estado de Chile solicitó en varias ocasiones la extradición de Hernández las cuales en el año 2004 fueron negadas por el expresidente de Brasil Luiz Inácio Lula da Silva

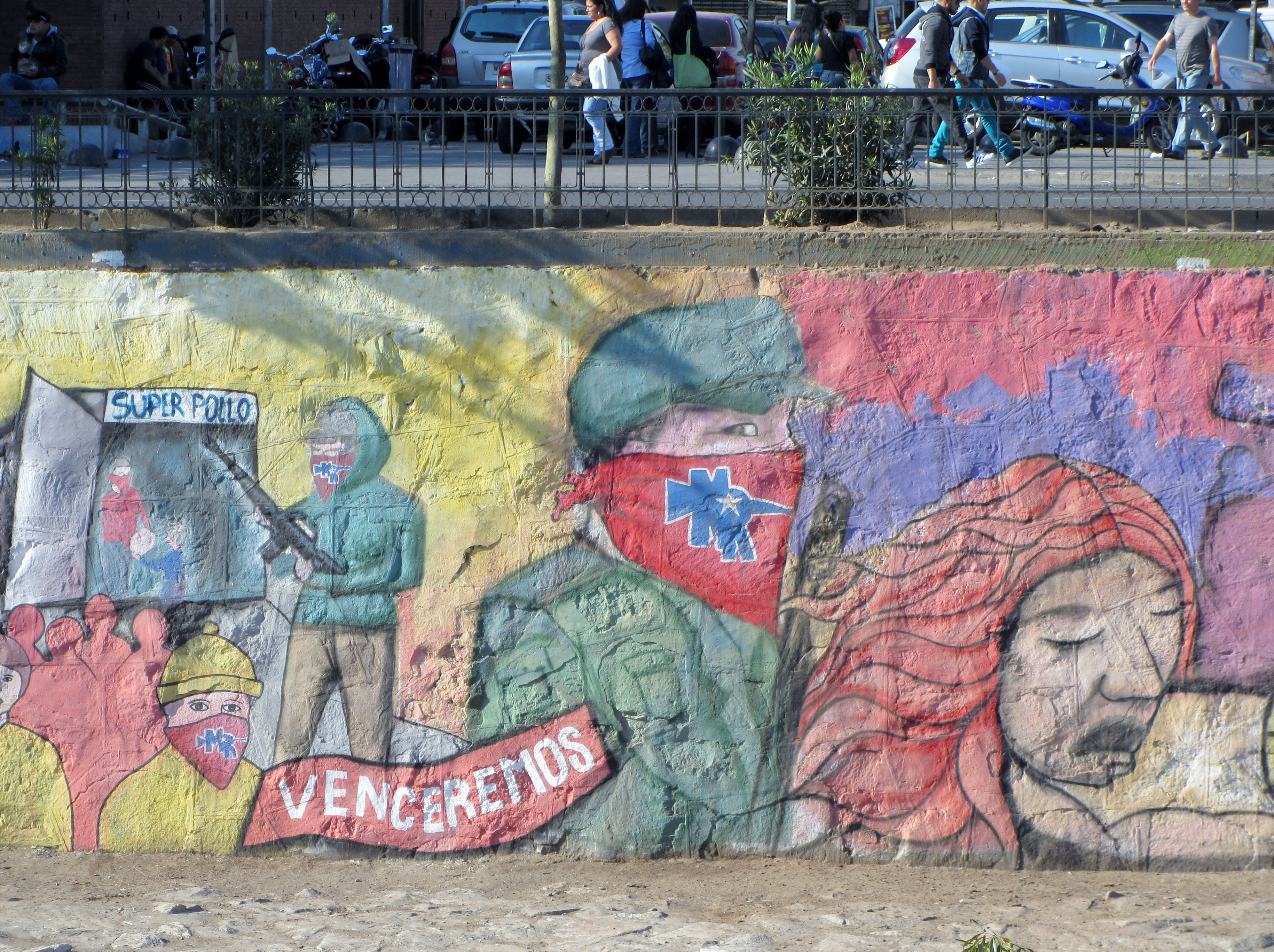
Murales del río mapocho en homenaje al FPMR.

El 19 de mayo de 2010, la Corte de Apelaciones de Santiago revocó la decisión de extraditar al ex frentista Mauricio Hernández Norambuena, quien cumple en Brasil una pena de 30 años por el secuestro del empresario Washington Olivetto.
En el año 2018 Brasil advirtió que ya no podía extender la estancia en prisión de Hernández. A raíz de esto el presidente Sebastián Piñera activó una operación para llegar a un acuerdo con el gobierno de Brasil. "El resultado fue un acuerdo de extradición por el que, según el gobierno de Brasil, Chile se comprometió a respetar las normas vigentes en ambos países en torno a la detención y a 'no ejecutar las sanciones no previstas en la Constitución brasileña. Estos incluyen la cadena perpetua y la pena de muerte ' ".
Mauricio Hernández llegó a Chile el 20 de agosto del 2019 y fue trasladado a la misma cárcel de alta seguridad de la cual se fugó. Se le condenó a 15 años por asesinato y a 15 años por secuestro.

## Eventos posteriores

### Muerte del oficial José Aigo
El 21 de marzo de 2012, el MIR - Ejército Guerrillero de los Pobres - Patria Libre (MIR-EGP-PL), escisión mirista que continuó con la lucha armada durante los años 1990, y el Frente Patriótico Manuel Rodríguez - Autónomo (FPMR-A), clamaron responsabilidad del enfrentamiento en el paraje Pilo Lil, cerca de la ciudad de Junín de los Andes, que dejó como saldo la muerte del oficial José Aigo y la detención de un ciudadano argentino, así como el inicio de una operación de búsqueda por parte de las autoridades argentinas y chilenas. En el comunicado el FPMR-A y el MIR-EGP-PL clamaron que el ataque no fue deliberado o planificado, además de estar en favor de la "lucha de liberación social y la revolución libertaria", así como solidarizarse organizaciones y comunidades mapuche, insurgentes, subversivas, ácratas, organizaciones sociales, estudiantiles y poblacionales, organizaciones de derechos humanos. El FPMR-A y el MIR-EGP-PL más tarde lanzó otro comunicado solidarizándose con los militantes Jorge Salazar y Alexis Torres, por quienes las autoridades ofrecen más de 4.000.000 de pesos. En este resurgimiento de facciones del FPMR-A es común que realice comunicados conjuntos con el MIR-EGP-PL.
Durante los primeros comunicados del FPMR-A solía lanzarlos en conjunto con el MIR - Ejército Guerrillero de los Pobres, sobre todo con la huida de Jorge Salazar y Alexis Torres, y agregando que no tenían planes de actuar militarmente. También, en el comunicado mencionan que la cacería humana con la persecución durante la época de las dictaduras militares. Los grupo también confirmando que no tomarán represalias a los familiares del oficial (quienes se sumaron a la búsqueda de los prófugos), algo que los hizo temer por su seguridad. En junio del mismo año los grupos confirmaron en un comunicado que Jorge Salazar y Alexis Torres habían abandonado el país 50 días después del incidente en Junín de los Andes. No fue hasta marzo del siguiente año que el FPMR-A y la fracción mirista sacaron un comunicado, esta vez por la muerte de Hugo Chávez, así como la continuación de su lucha contra el estado chileno y el neoliberalismo, y meses más tarde otro por el fallecimiento de la excombatiente María Cristina San Juan.
Meses más tarde el grupo seguía lanzando comunicados relacionados golpe de Estado de 1973, al aniversario 30 de la fundación del FPMR y al proceso de acumular fuerzas. Además se cree que este movimiento tiene relación con el creado Movimiento Patriótico Manuel Rodríguez, especialmente por la aparición del partido político Frente Popular, el cual apareció en 2015.

## Cronología
- 1973: Golpe de Estado.[29]
- 1974: Se inicia formación de cuadros político-militares en países socialistas.
- 1978: Creación de Frente Cero, estructura antecesora del FPMR.
- 1979: Triunfo de la Revolución Sandinista nicaragüense en la que participaron guerrilleros chilenos.
- 1980: Luis Corvalán da la luz verde a la lucha armada; rearticulación del movimiento antidictatorial en Chile.
- 1983: Primera acción del FPMR, apagón nacional del 14 de diciembre.[11]
- 1984: Miembros del FPMR secuestran a Gonzalo Cruzat (11 años)[22][23]
- 1986:
  - Internación de armas de Carrizal Bajo.[29]
  - Atentado contra Augusto Pinochet, 7 de septiembre.[29]
- 1987:
  - Separación del Partido Comunista de Chile, que apuesta por la vía política y división de FPMR.
  - Operación Albania, la CNI asesina a 12 frentistas, 15 y 16 de junio.
  - Secuestro de Carlos Carreño (Operación Príncipe), 1 de septiembre.[41]
- 1988:
  - Toma del poblado de Los Queñes; muerte de los Raúl Pellegrin y Cecilia Magni (comandantes José Miguel y Tamara): restructuración dentro del Frente. Galvarino Apablaza asume el mando del FPMR.
  - Plebiscito en Chile, 5 de octubre.
- 1989:
  - Primera elección presidencial desde 1970.
  - Muere Roberto Nordenflycht.[43]
- 1990:
  - Chile retorna a la democracia.
  - Atentato contra Gustavo Leigh.[76]

- 1991: 
  - Asesinato del senador de la UDI Jaime Guzmán.
  - Secuestro de Cristián Edwards, 7 de septiembre.
- 1996: Operación Vuelo de Justicia, fuga de 4 frentistas de la Cárcel de Alta Seguridad.
- 1999: El FPMR es removido de la lista de organizaciones terroristas del gobierno de EE. UU. debido al cese de actividades.
- 2003: Se realiza el primer Congreso Nacional del Frente Patriótico Manuel Rodríguez.